# Arte soviético

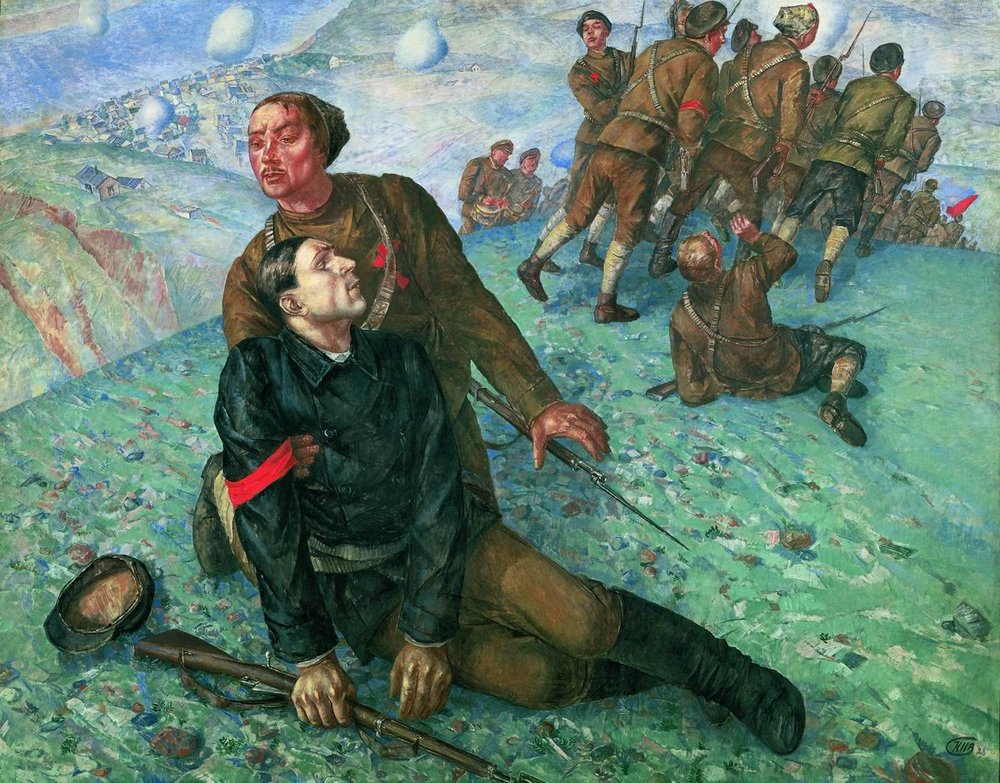
Kuzmá Petrov-Vodkin. Muerte del comisario

El término arte soviético se refiere a las artes visuales producidas en la antigua Unión Soviética.

## Primeros años
Durante la Revolución rusa se inició un movimiento para poner todas las artes al servicio de la causa. El instrumento para ello se creó días antes de la Revolución de octubre, conocida como Proletkult, abreviatura «Proletárskie kulturno-prosvetítelnye organizátsii» (Organizaciones proletarias de cultura e ilustración). Un teórico prominente de este movimiento fue Aleksandr Bogdánov. Al principio, el Narkomprós (ministerio de Educación), que estaba también a cargo de las artes, apoyó el Proletkult. No obstante este último buscó demasiada independencia respecto al dirigente Partido Comunista de los bolcheviques, se ganó la actitud negativa por parte de Vladímir Lenin, para 1922 declinó considerablemente, y fue con el tiempo disuelto en 1932.
Las ideas de Proletkult atrajeron a la vanguardia rusa, que luchaba por librarse de las convenciones del «arte burgués». Entre las personas destacadas de este movimiento estuvo Kazimir Malévich. Sin embargo, las ideas de la vanguardia, con el tiempo, chocaron con la dirección, patrocinada desde el Estado, del recién surgido realismo socialista.
En busca de nuevas formas de expresión, la organización de Proletkult era altamente ecléctica en sus formas de arte, y así tendía a recibir ásperas críticas por incluir tendencias tan modernas como el impresionismo o el cubismo, puesto que estos movimientos existían antes de la revolución y por lo tanto se asociaban con el «decadente arte burgués».
Entre experimentos tempranos de Proletkult estaba la estética pragmática del arte industrial, siendo su teórico más destacado Borís Arvátov que asimismo fue uno de los cofundadores del grupo LEF en 1922.
Otro grupo era UNOVIS, un grupo de jóvenes artistas que tuvo corta vida, pero que fue muy influyente, liderados por Kazimir Malévich en los años 20.

## La era del realismo socialista
El realismo soviético parte en su período inicial (1917-1932) encuadrado por las actividades de la AJRR y la posterior AJR, abarcando la década posrevolucionaria, para entrar ya en la década de 1930 y hasta 1991 en el dilatado período soviético propiamente dicho, aunque se asocia más específicamente con el período 1930-1950.
Se requería un arte oficialmente aprobado para seguir la doctrina del realismo socialista. Uno de los artistas soviéticos oficiales más conocidos fue Aleksandr Guerásimov. A lo largo de su carrera produjo un elevado número de pinturas heroicas de Stalin y otros miembros del Politburó. Nikita Jruschov llegaría a decir que Kliment Voroshílov pasó más tiempo posando en el estudio de Guerásimov que atendiendo a sus deberes en el Comisariado de Defensa del Pueblo. La pintura de Guerásimov muestra una maestría de las técnicas de representación clásicas.

## Arte inconformista soviético
La muerte de Stalin en 1953, y el «deshielo» de Nikita Jruschov, abrió el camino a una ola de liberación en las artes por toda la Unión Soviética. Aunque no se produjo ningún cambio oficial de política, los artistas comenzaron a sentirse libres para experimentaren su obra, con mucho menos miedo por las repercusiones que durante el periodo stalinista.
En los años cincuenta, el artista moscovita Eli Beliutin animó a sus estudiantes a experimentar con la abstracción, una práctica ampliamente desaconsejada por el sindicato de artistas, que estrictamente apoyaba la política oficial del realismo socialista. Los artistas que escogieron pintar en estilos alternativos tenían que hacerlo en privado y nunca pudieron exponer o vender su obra. Como resultado de ello, el arte inconformista se desarrolló por un camino separado respecto al arte oficial que se registraba en los libros de historia.
La revista LIFE publicó dos retratos de dos pintores, quien a su juicio, eran los más representativos de las artes rusas de la época: fue Serov, un icono soviético oficial, y Anatoli Zvérev, un expresionista de vanguardia rusa underground. El retrato de Lenin hecho por Serov y el autorretrato de Zvérev se relacionaban por muchos con una eterna lucha bíblica de Satán y el Salvador. Cuando Jruschov conoció la publicación se enojó y prohibió todos los contactos con visitantes occidentales, cerrando todas las exposiciones semilegales. Y por supuesto, Zvérev fue el principal objetivo de su ira.
El grupo Lianózovo se formó alrededor del artista Oskar Rabin en los años sesenta e incluyó a artistas como Valentina Kropivnítskaya, Vladímir Nemujin, y Lydia Masterkova. Aunque no se adhirieron a ningún estilo común, estos artistas buscaban expresarse a sí mismos fielmente del modo que cada uno estimaba adecuado, más que adhiriéndose al estilo propagandístico del realismo socialista.
La tolerancia hacia el arte inconformista por las autoridades sufrió un flujo y reflujo antes de la caída final de la Unión Soviética en 1991. Los artistas aprovecharon los primeros años después de la muerte de Stalin para experimentar con su obra sin el miedo a la persecución. En 1962, los artistas experimentaron un pequeño revés cuando Jruschov apareció en la exposición del XXX aniversario del Sindicato de Artistas de Moscú en la sala de exposiciones Manège de Moscú. Entre las obras tópicas del realismo socialista, había unas pocas obras abstractas de artistas como Ernst Neizvestny y Eli Beliutin, que Jruschov criticó diciendo que eran una «mierda», y los artistas unos «homosexuales». El mensaje estaba claro: la política artística no era tan liberal como todo el mundo esperaba.
Desafortunadamente, la historia del final del arte soviético ha estado dominado por la política y las fórmulas simplistas. Tanto en el mundo del arte como el público en general, se ha dado poca consideración al carácter estético de la obra producida en la URSS en los años setenta y ochenta. En lugar de ello, el arte oficial y el no oficial del periodo usualmente se consideraban en relación con los desarrollos políticos «buenos» o «malos». Una perspectiva más matizada enfatizaría que hubo numerosos grupos que competían haciendo arte en Moscú y Leningrado a lo largo de este periodo. Las figuras más importantes para la escena artística internacional han sido los artistas moscovitas Ilyá Kabakov, Erik Bulátov, Andréi Monastyrsky, Vitaly Komar y Aleksandr Melamid.
El incidente más conocido en relación con los artistas inconformistas de la antigua URSS ocurrió en la Exposición Bulldozer de 1974, que tuvo lugar en un parque a las afueras de Moscú, y que incluía obra de artistas como Oskar Rabin, Komar y Melamid, Aleksandr Zhdánov, y Leonid Sókov. Los artistas implicados habían escrito a las autoridades pidiendo permiso para celebrar la exposición, pero no recibieron respuesta. Decidieron seguir adelante con la exposición de todas formas, que consistía solamente en obras de arte no oficiales que no se ajustaban al estilo del realismo socialista. La KGB puso fin a la exposición justo horas después de que abriera llevando bulldozers para destruir completamente todas las obras de arte presentes. Afortunadamente para los artistas, la prensa extranjera había estado allí para ser testigos del evento. La cobertura a nivel mundial de ella forzó a las autoridades a permitir una exposición de Arte Inconformista dos semanas más tarde en el parque Izmáilovsky de Moscú.
En los años ochenta, las políticas de Gorbachov de perestroika y glásnost hicieron virtualmente imposible para las autoridades restringir a los artistas o su libertad de expresión. Con la caída de la URSS, la nueva economía de mercado permitió el desarrollo de un sistema de galerías, que significaba que los artistas no tenían que ser ya empleados del Estado, y podían crear obras de acuerdo con sus propios gustos, así como los gustos de sus mecenas privados. En consecuencia, después de alrededor de 1986 el fenómeno del Arte Inconformista en la URSS dejó de existir.

## Galería

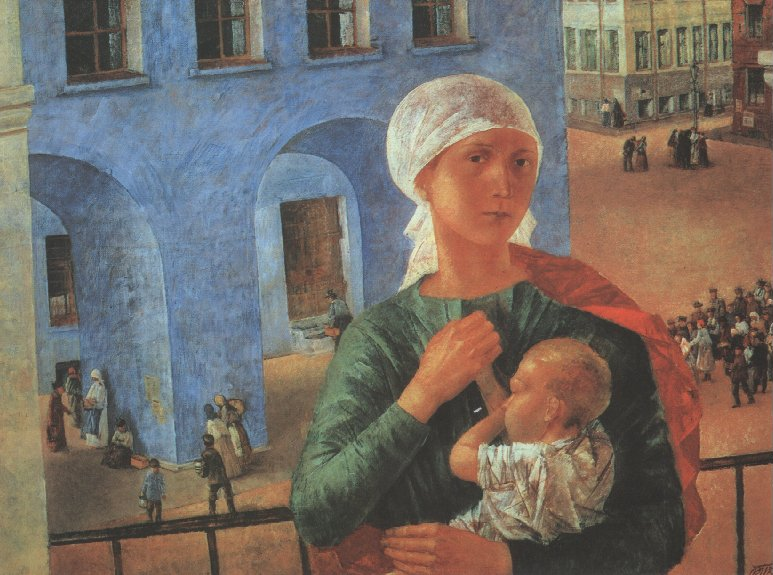
K. Petrov-Vodkin. Madonna de Petrogrado. 1920
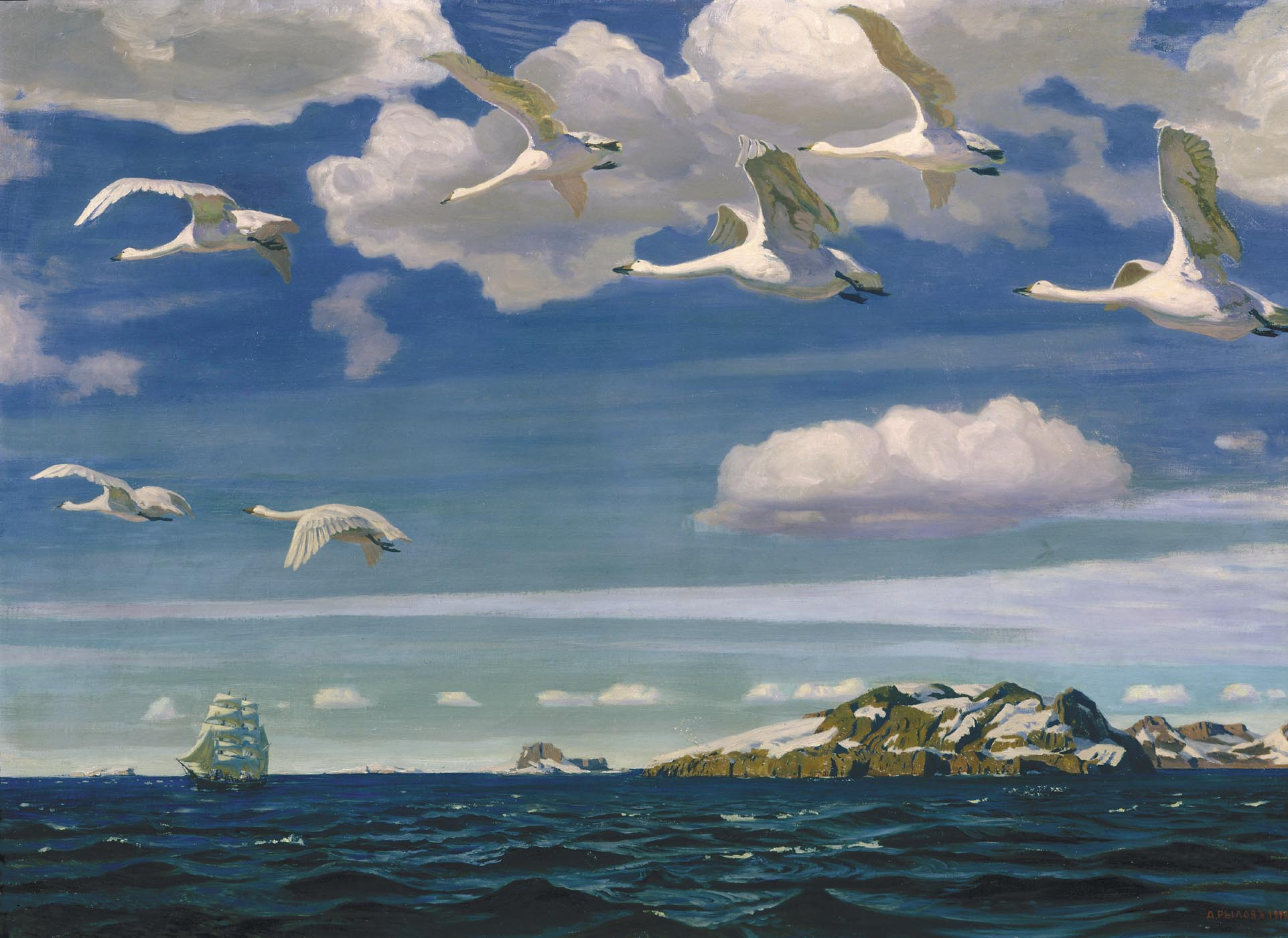
A. Rylov. En el espacio azul. 1918
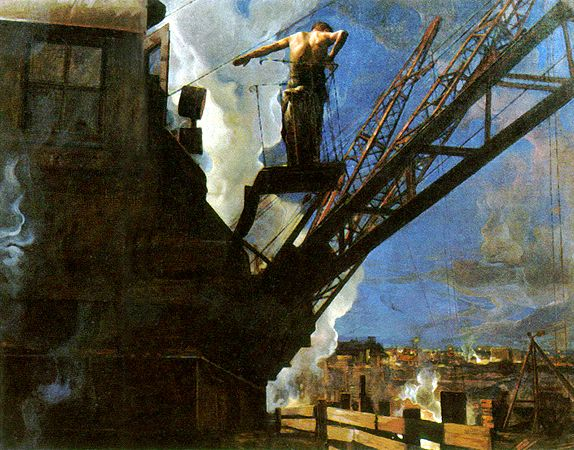
I. Brodsky. Trabajador del Dnieprostrói. 1922
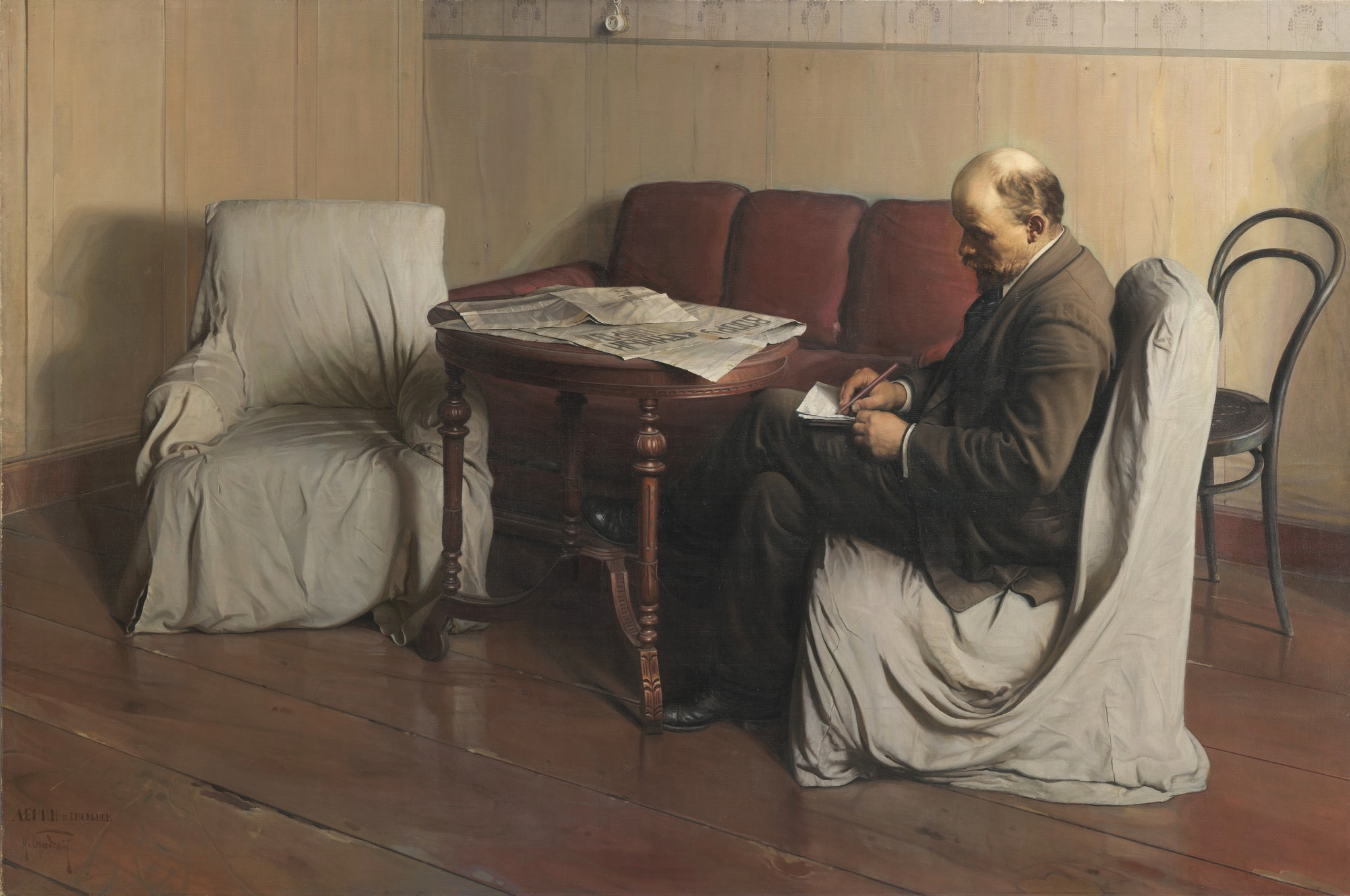
I. Brodsky. Lenin en el Smolny. 1930
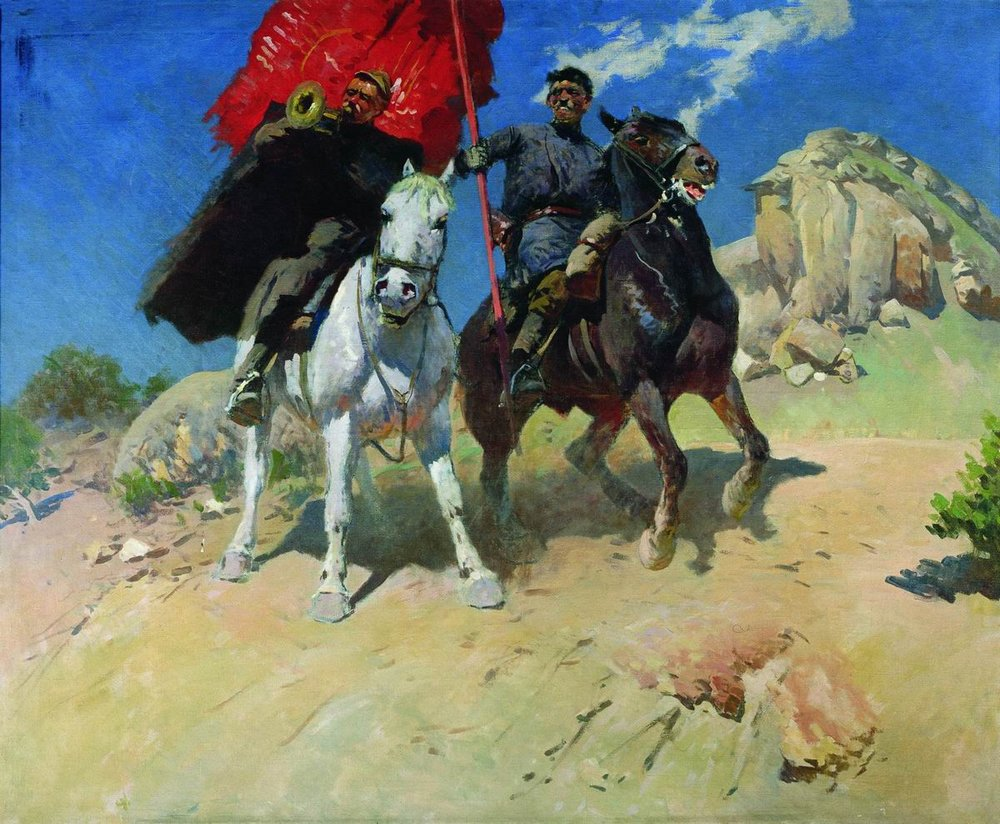
M. Grékov. El abanderado y el trompetista. 1934
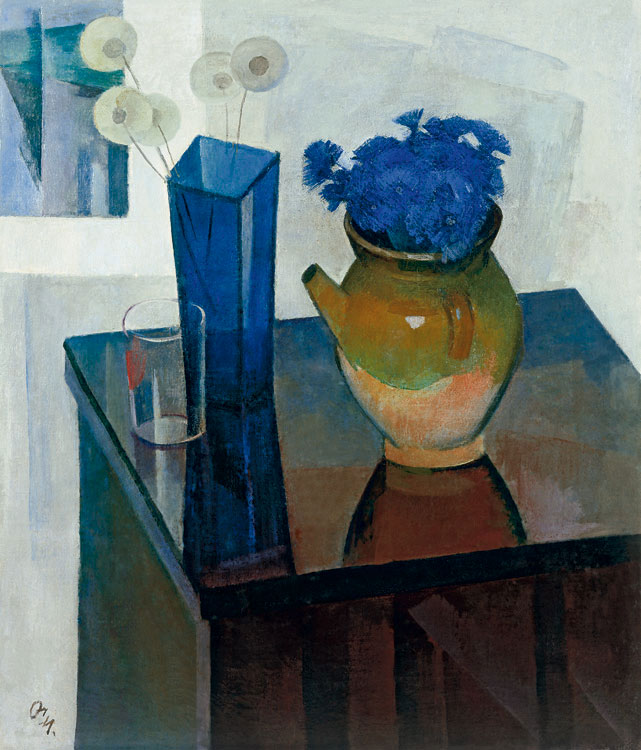
S. Ósipov. Acianos. 1976